# Jurij Rak
Jurij Rak (deutsch Georg Krebs; * 14. Juni 1740 in Schwarznaußlitz; † 12. Juni 1799 in Bautzen) war ein sorbischer Jurist (Rechtsanwalt), Dichter und Komponist.
Als sorbischer Jurastudent an der Universität Leipzig trat er der Wendischen Predigergesellschaft zu Leipzig bei. Gemäß deren damaliger Statuten konnten Nichttheologen im Vorstand nur das Amt des Schriftführers versehen, als welcher er u. a. 1762 fungierte. Er komponierte 1766 aus Anlass der 50-Jahr-Feier der Wendischen Predigergesellschaft zu Leipzig eine „Jubiläumsode“ und steht mit diesem Werk am Beginn der weltlichen klassischen Musik des sorbischen Volkes.